# Regió de Trnava
La Regió de Trnava - Trnavský kraj (eslovac) - és una de les 8 regions (kraj) de la República d'Eslovàquia.
Fa frontera amb la República Txeca, Àustria i Hongria. El riu Morava representa la frontera amb Txèquia i Àustria, mentre que el Danubi ho fa respecte Hongria.
Té una superfície de 4.146,3 km², ocupant el 8,5% de l'àrea d'Eslovàquia.
A finals de 2023 tenia una població de 566.114 habitants, essent 10,4% del total d'Eslovàquia.
La capital és Trnava. Es divideix en els 7 districtes següents:
- Dunajská Streda
- Galanta
- Hlohovec
- Piešťany
- Senica
- Skalica
- Trnava

Les ciutats més grans d'aquesta regió són Trnava, Piešťany, Dunajská Streda, Hlohovec i Senica.

## Demografia
| Godina             | 1994    | 2004    | 2014    | 2024    |
| ------------------ | ------- | ------- | ------- | ------- |
| Nombre de persones | 547.173 | 553.198 | 558.677 | 565.900 |
| Diferència         |         | +1,10%  | +0,99%  | +1,29%  |

| Godina             | 2023    | 2024    |
| ------------------ | ------- | ------- |
| Nombre de persones | 566.114 | 565.900 |
| Diferència         |         | −0,03%  |

## Municipis
Hi ha 249 municipis a la regió, dels quals 16 són ciutats.